# NGC 4270
NGC 4270 (również PGC 39718 lub UGC 7376) – galaktyka soczewkowata (S0), znajdująca się w gwiazdozbiorze Panny. Odkrył ją William Herschel 17 kwietnia 1786 roku. Należy do Gromady w Pannie.